# Alvord Lake Bridge
Die Alvord Lake Bridge ist eine Straßenbrücke im Golden Gate Park in San Francisco, Kalifornien. Sie gilt als die erste Stahlbetonbrücke der USA.
Die Alvord Lake Bridge führt den Kezar Drive über einen Gehweg, der den östlichen Eingang des Parks beim Stadtteil Haight-Ashbury mit dem Inneren des Parks verbindet. Sie hat drei Fahrstreifen und beidseitige Gehwege und ist 18,3 m (60 ft) breit, während ihre Öffnung über dem Gehweg nur 6,1 m (20 ft) weit ist.
Das Äußere der Brücke wurde wie eine Sandstein-Fassade gestaltet. An der Decke des tunnelartigen Durchgangs wurden künstliche Stalaktiten angebracht, um einen höhlenartigen Eindruck zu erreichen.  Über die Jahre sind diese Stalaktiten auf natürliche Weise gewachsen.
Die Bewehrung besteht aus den von Ransome erfundenen und patentierten Armierungseisen mit quadratischem Querschnitt, die kalt schraubenförmig verdrillt wurden.
Die Brücke wurde von Ernest L. Ransome wahrscheinlich zusammen mit dem Architekten George W. Percy entworfen und 1889 gebaut. 
Sie überstand das Erdbeben von 1906 und spätere Erschütterungen unbeschadet.
1969 wurde sie von der American Society of Civil Engineers in die Liste der Historic Civil Engineering Landmarks und 2004 zusammen mit dem Golden Gate Park in das National Register of Historic Places aufgenommen.
Die Brücke wurde Ende der 2010er Jahre saniert.